# Hireulligeri, Parasgad
Hireulligeri là một làng thuộc tehsil Parasgad, huyện Belgaum, bang Karnataka, Ấn Độ.